# Nisshinbō Hōrudingusu

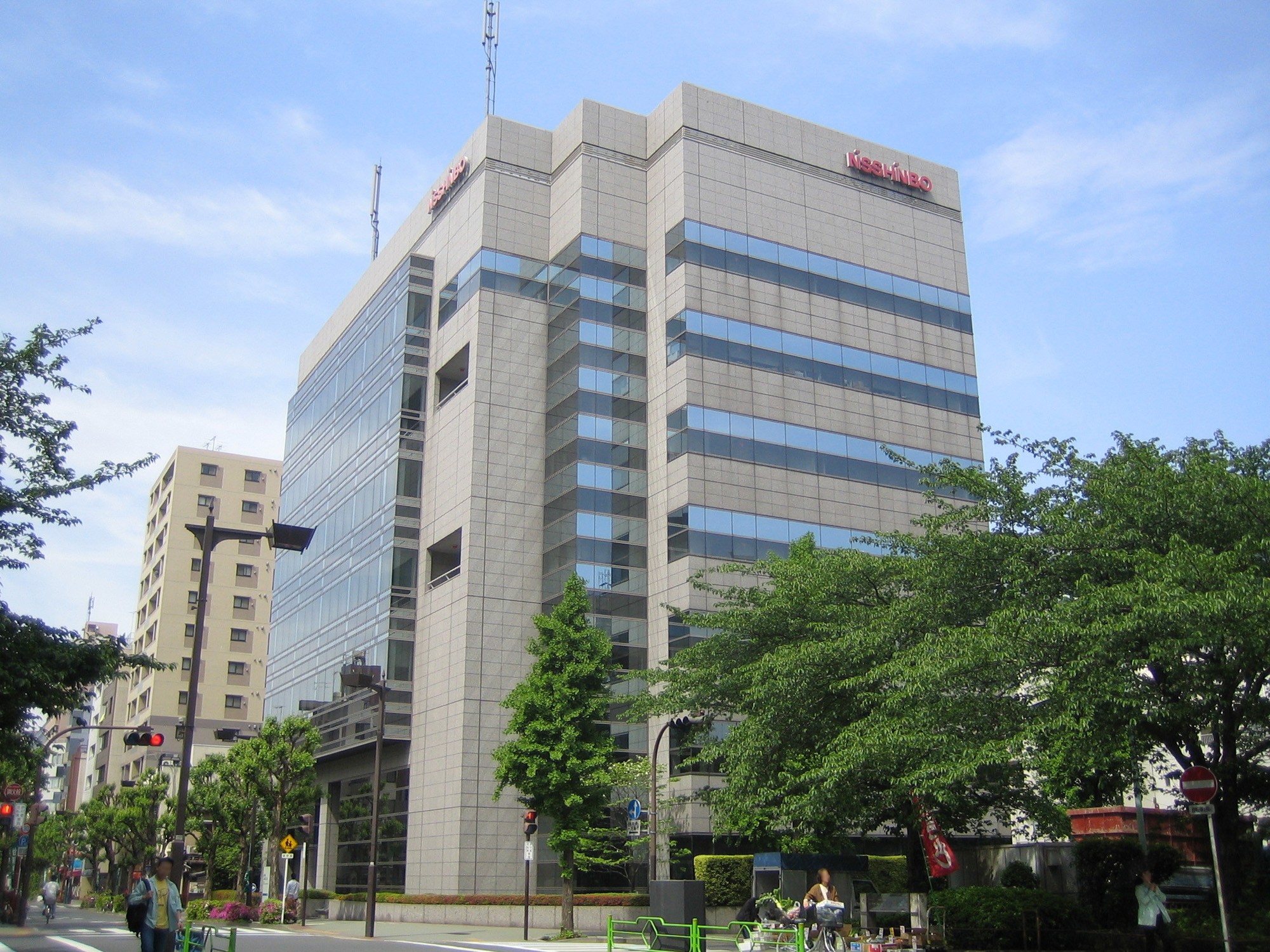
Sitz des Unternehmens in Chūō-ku

Nisshinbō Hōrudingusu (japanisch 日清紡ホールディングス株式会社 Nisshinbō Hōrudingusu kabushiki-gaisha, englisch Nisshinbo Holdings Inc.) ist ein japanischer Mischkonzern mit Aktivitäten in den Bereichen Elektronik, Automobilzulieferung, Chemie, Textilien und Immobilien. Das Unternehmen wurde im Jahr 1907 als Nisshin Baumwollspinnerei gegründet.

## Geschäftstätigkeit
Der Konzern war, unter anderem durch die europäische Tochtergesellschaft TMD Friction, ein großer Hersteller von Bremsbelägen für die Verwendung in Kraftfahrzeugen. Weiterhin entwickelt und produziert die Unternehmensgruppe Brückensysteme für die Handelsschifffahrt, Ultraschallsysteme, elektronische Bauteile wie Operationsverstärker, SAW-Filter und MEMS Mikrofone sowie Polyurethane, Bipolarplatten für Brennstoffzellen, Spritzgussprodukte und bügelfreie Hemden. Darüber hinaus engagiert sich der Konzern im Immobilien-Geschäft.
Im August 2023 wurde TMD Friction an die Investmentfirma Aequita verkauft.